# 莫壽增
莫壽增（英語：Mok Sau Tsang，1866年—1943年），聖保羅書院校友，中華聖公會港粵教區主教、首任副會督。

## 生平

### 會吏
莫壽增於1891年至1901年在香港聖士提反堂任傳道之職，於1901年結婚，婚後於1902年2月24日即受按立為會吏。隨即被派往上海街佈道所為駐堂主任，是諸聖堂第一任駐堂聖品。莫壽增在諸聖堂經過一年的時間，於1903年6月5日由霍約瑟會督在香港聖約翰座堂封立為牧師。受封後莫壽增仍任職諸聖堂（佈道所），是第一任駐堂主任牧師。再經過一年後，莫壽增被調任廣州開創新基址。

### 會吏長
1933年差會駐廣州欠缺傳道人員，廣州救主堂原由莫壽增會吏長兼主任，何明華主教以莫壽增管理廣肇區會務，責任重大，救主堂應另有主任，乃派江之永牧師為該堂主任。同年港粵教區第十二屆議會假座廣州聖三一學校舉行，何明華主教發表政綱以教區幅員廣大，應設華人副會督，用作促進華人教會自治。主教基金籌劃需時，直到1934年華人主教基金之 20,000 元才籌足，乃於教區議會選舉港粵教區主教，經各議員一致推選莫壽增會吏長為主教。

### 會督
何主教乃定於1935年1月25日假座香港聖約翰座堂舉行祝聖禮，祝聖莫壽增會吏長為主教。在淪陷時期，香港及廣州各地事工，由莫壽增主教維持，莫壽增初駐香港，1943年往韶關（即曲江）巡視教務，繼往北海視察，不幸染上痢疾，雖休養多時，惟因年邁體弱，於4月13日息勞返天家，遺體安葬於北海聖路加堂內。

## 以莫壽增命名的事物
- 聖公會莫壽增會督中學，位於香港新界大埔區